# Papaiz
A Papaiz é uma empresa brasileira fabricante de cadeados e fechaduras, fundada em 1952 pelo imigrante italiano Luigi Papaiz.

## História
A fábrica nasceu inicialmente na Itália em 1947, mas foi em 1952 que iniciou suas atividades na Vila Prudente, em São Paulo, pelas mãos do imigrante italiano Luigi Papaiz.
Em 1982 a fábrica foi transferida para a então emergente Diadema, na Região Metropolitana de São Paulo, onde a Papaiz se consolidou como uma das maiores fabricantes do ramo de ferragens no Brasil.
Em 2000 houve a inauguração de uma nova fábrica em Salvador, Bahia, aumentando a presença da marca na região nordeste do país.
Em 2008 a produção foi totalmente transferida para a fábrica de Salvador, encerrando as atividades em Diadema.
Em dezembro de 2015, o grupo Papaiz foi adquirido pela multinacional sueca Assa Abloy.